# Esclassan-Labastide
 Esclassan-Labastide  là một xã thuộc tỉnh Gers trong vùng Occitanie tây nam nước Pháp. Xã này có độ cao trung bình 272 mét trên mực nước biển.